# Túnez en los Juegos Paralímpicos de Tokio 2020
Túnez estuvo representado en los Juegos Paralímpicos de Tokio 2020 por un total de 25 deportistas, 13 mujeres y 12 hombres.

## Medallistas
El equipo paralímpico tunecino obtuvo las siguientes medallas:
| Nombre           | Deporte   | Evento               |
| ---------------- | --------- | -------------------- |
| Oro              |           |                      |
| Raua Tlili       | Atletismo | Disco F41 femenino   |
| Raua Tlili       | Atletismo | Peso F41 femenino    |
| Walid Ktila      | Atletismo | 100 m T34 masculino  |
| Walid Ktila      | Atletismo | 800 m T34 masculino  |
| Plata            |           |                      |
| Nurhen Salem     | Atletismo | Peso F40 femenino    |
| Mohamed Chida    | Atletismo | 400 m T38 masculino  |
| Ruay Yebabli     | Atletismo | 1500 m T13 masculino |
| Yasin Guenichi   | Atletismo | Peso F36 masculino   |
| Ahmed Ben Moslah | Atletismo | Peso F37 masculino   |
| Bronce           |           |                      |
| Somaya Busaid    | Atletismo | 1500 m T13 femenino  |
| Ruay Yebabli     | Atletismo | 400 m T12 masculino  |